# Kernkraftwerk Krim
Das Kernkraftwerk Krim (ukrainisch Кримська АЕС, russisch Крымская АЭС; auch Kernkraftwerk Crimea), in der Bauphase 1982–1988 nur teilweise hergestellt, später teilweise demontiert und inzwischen verfallend, sollte ein Kernkraftwerk in der Sowjetunion auf der Halbinsel Krim werden. Im Kraftwerk sollten vier wassergekühlte und wassermoderierte Druckwasserreaktoren des Typs WWER Strom liefern.

## Geographie
Das Kraftwerk liegt auf der Halbinsel Kertsch bei Kasantyp und der Stadt Schtscholkine 52 km westlich von Kertsch und etwa 145 km nordöstlich von Simferopol nahe der Südküste des Asowschen Meeres.

## Geschichte
Im Jahre 1976 wurde begonnen, das Kernkraftwerk Krim zu bauen. Man fing an, zwei der vier geplanten Reaktoren vom Typ WWER-1000/320 zu bauen. Von 1980 bis 1984 flossen mehr als 550 Millionen Rubel in das Projekt. Einige andere Quellen besagen, dass es mehrere Milliarden Rubel gewesen seien. 18 Jahre wurde am Kraftwerk gebaut. Für den Bau des Kraftwerks wurden spezielle Kräne aus Dänemark mit dem Zug angeliefert. 1989 wurde der Bau des Kernkraftwerkes aufgegeben. Der erste Block wurde zu 80 % fertiggestellt. Bei Block 2 waren es nur etwa 18 %. Einer der Gründe, weshalb das Projekt beendet wurde, waren die starken seismischen Aktivitäten. Ausrüstung im Wert von über 250 Millionen Rubel wurde einfach auf der Baustelle liegengelassen. Während dieser Zeit entstanden Pläne, das Kraftwerk anderweitig, z. B. als Ausbildungsanlage, zu nutzen.

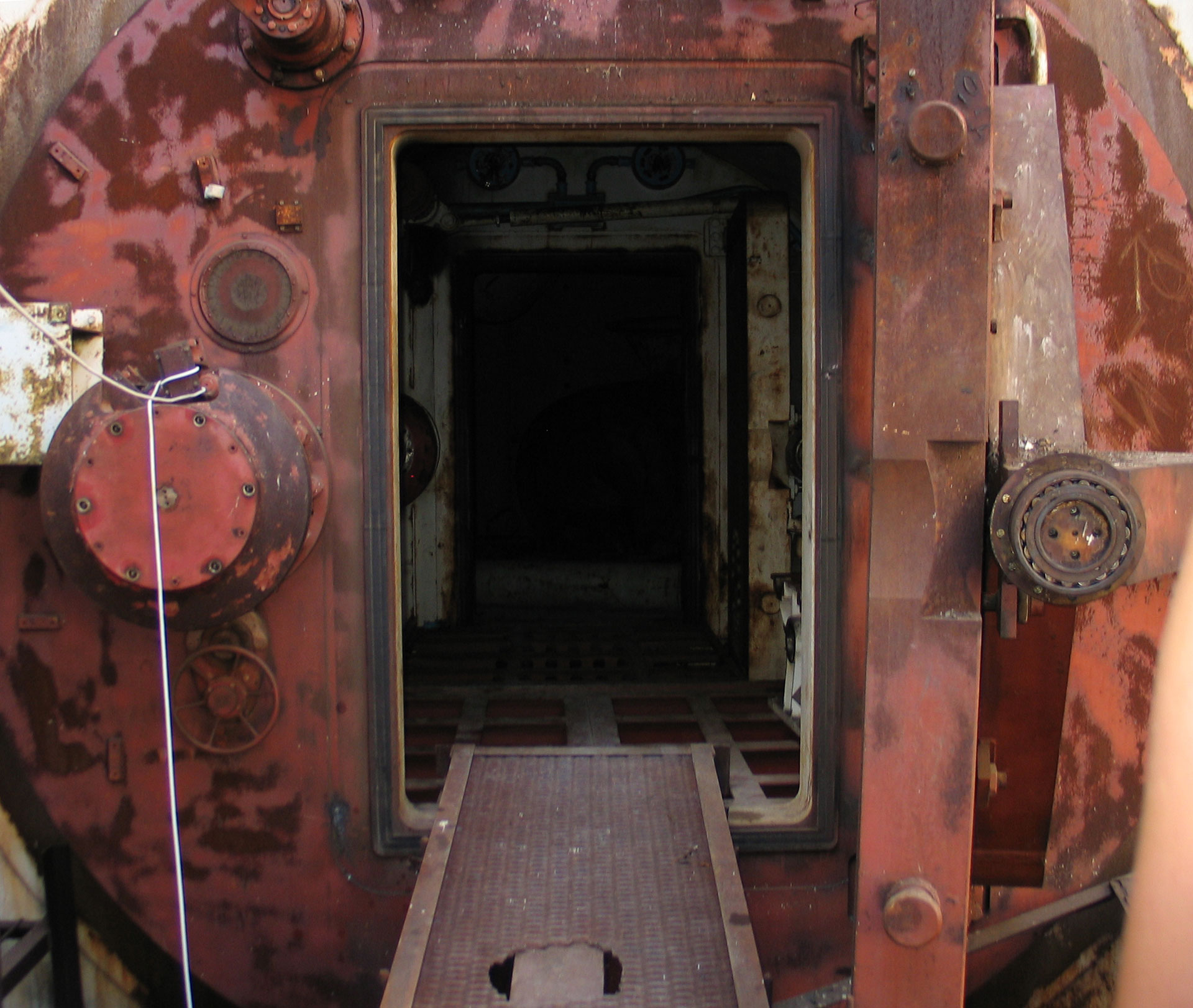
Eingang zum Containmentbereich

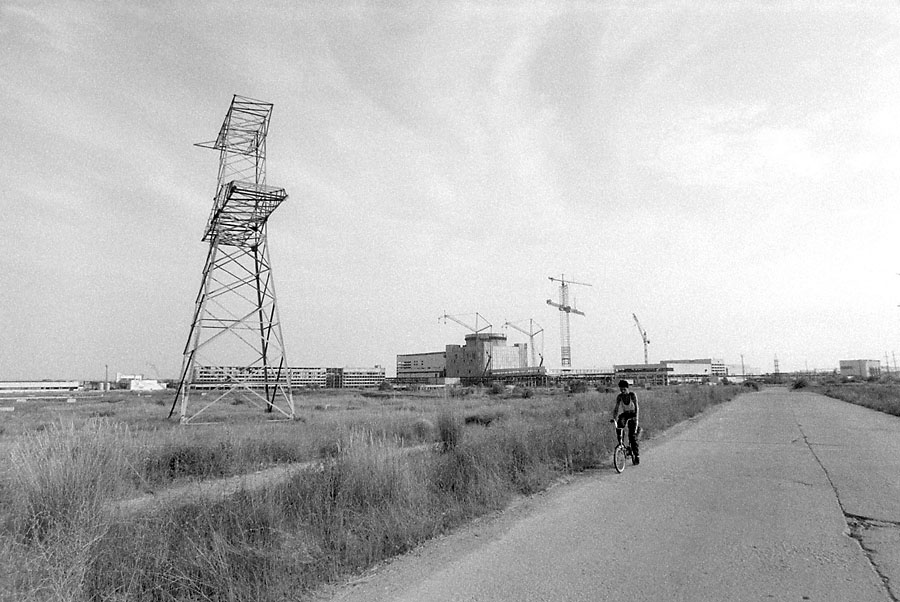
Das Gelände des Kernkraftwerks (1999)

Nach dem Zerfall der Sowjetunion waren keinerlei Geldmittel vorhanden, um das Kraftwerk auch nur im geringsten Sinne instand zu halten. Die ukrainische Regierung ließ das Kraftwerk nicht fertigstellen. Während dieser Zeit wurde das Kraftwerk immer mehr zu einem Treffpunkt unter Jugendlichen und sogar Reiseveranstalter sahen eine annehmbare Einnahmequelle in dem Kraftwerk. Es wurden Touren mit Besichtigungen der Bauruine angeboten. Sogar einige Katastrophenfilme wurden auf dem Gelände des Kernkraftwerkes gedreht.
Mit der Zeit zerfiel das Kernkraftwerk aber immer mehr. Nun sahen Fotografen ihre Chance und es wurden an diesem Kraftwerk Veranstaltungen von Fotografen organisiert. Mit der Zeit wurde das Kraftwerk von der Regierung immer mehr zu Geld gemacht. Es wurden Teile an die Stahlindustrie verkauft. Das Kraftwerk wurde auch als Ersatzteillager für die anderen, im Betrieb befindlichen Reaktoren der Ukraine benutzt.
1999 hatte sich die Europäische Bank für Wiederaufbau und Entwicklung entschlossen, eine Finanzierung zu gewähren, um das Kraftwerk in ein Gaskraftwerk umzubauen. Dies verweigerte aber die ukrainische Regierung. Im Jahre 2000 wurde beschlossen, das Projekt aufzugeben. Ein Teil der verwendeten Reaktorbauteile wurde in anderen Kernkraftwerken verwendet. Inzwischen wurde das Kraftwerk mit allen Komponenten und dem Reaktorgebäude verkauft. Die Reaktordruckbehälter und die Dampferzeuger sind aber weiterhin im Besitz der ukrainischen Regierung und des staatlichen Unternehmens Energoatom. Nach Beendigung des Baus sank die Einwohnerzahl der anliegenden eigens für das Kraftwerk gebauten Arbeiterstadt Schtscholkine von 15.000 auf 8.000 Einwohner.
Von 1997 bis 1999 wurde am Kraftwerk einmal jährlich das „KaZantip“ veranstaltet. Dabei handelt es sich um eine Art Beachparty am Kraftwerk und am Strand des Meeres und des Kühlsees, der extra für das Kraftwerk künstlich angelegt worden war. Es wurde auch schon eine Computerspielemesse dort abgehalten, bei der man auf großen Bildschirmen spielen konnte.
In der Nähe des Kraftwerkes steht auch noch ein experimentelles Solarkraftwerk aus der Zeit der Sowjetunion. Als das Kraftwerk stillgelegt wurde, fiel es dem gleichen Schicksal zum Opfer wie das Kernkraftwerk und wurde vollkommen geplündert.

## Daten der Reaktorblöcke
| Reaktorblock | Reaktortyp    | Netto- leistung | Brutto- leistung | Baubeginn  | Projekt- einstellung |
| ------------ | ------------- | --------------- | ---------------- | ---------- | -------------------- |
| Krim-1       | WWER-1000/320 | 950 MW          | 1000 MW          | 01.12.1982 | 01.01.1989           |
| Krim-2       | WWER-1000/320 | 950 MW          | 1000 MW          | 1983       | 1989                 |
| Krim-3       | WWER-1000/320 | 950 MW          | 1000 MW          |            | 1989                 |
| Krim-4       | WWER-1000/320 | 950 MW          | 1000 MW          |            | 1989                 |